# William Kennett Loftus
Pour les articles homonymes, voir Kennett.
William Kennett Loftus (Linton, Kent, 13 novembre 1820 — mort en mer, 27 novembre 1858) est un archéologue britannique.

## Biographie
Loftus fait des études de géologie à Cambridge et devient membre de la Commission de délimitation de la frontière entre la Turquie et la Perse (1849-1852). Il explore alors, en compagnie de Henry Adrian Churchill (en), les régions de Niffar-Nippur, de Muqayar-Ur et de Warka-Uruk où il mène d'importantes fouilles (1849). Il revient continuer celle-ci en 1852 pour le compte de lAssyrian Excavation Fund. En 1850, il découvre le site sumérien de Warka qu'il fouille.
En 1853-1854, il prend la suite à Ninive des travaux de Hormuzd Rassam et découvre le site d'Apadana qui sera plus tard exploré par Marcel Dieulafoy. En 1851, il effectue aussi des sondages à Suse où il revient en 1852 et 1853.
Il découvre en février 1855 le palais du roi assyrien Assurnazirpal II et est engagé en septembre 1856 comme assistant-géologue au Geological Survey of India mais, malade, il meurt en mer lors d'un voyage retour vers la Grande-Bretagne.

## Travaux
- Inscriptions from Susa, 1852
- Warkah: Its Ruins and Remains, 1854
- Travels and Researches in Chaldea and Susiana, 1857
- Reports of the Assyrian Excavation Fund I and II, publiés dans R.D. Barnett, Sculptures from the North Palace of Ashurbanipal at Nineveh (668-627 B.C.), 1976